# Biuro Personalne Ministerstwa Spraw Wojskowych
Biuro Personalne Ministerstwa Spraw Wojskowych – centralny organ Ministerstwa Spraw Wojskowych właściwy w sprawach personalnych.

## Historia biura
Z dniem 17 lutego 1927 z rozkazu ministra spraw wojskowych został zlikwidowany Oddział V Sztabu Generalnego, a równocześnie zostało utworzone Biuro Personalne MSWojsk., jako „centralny organ Ministerstwa Spraw Wojskowych dla spraw personalnych”.
7 grudnia 1927 minister spraw wojskowych zatwierdził organizację i skład osobowy biura. Szef biura podlegał bezpośrednio ministrowi spraw wojskowych i posiadał upoważnienie ministra spraw wojskowych do wydawania i podpisywania w jego imieniu zarządzeń personalnych we wszystkich sprawach, co do których nie została zastrzeżona osobista decyzja ministra spraw wojskowych i Prezydenta Rzeczypospolitej. Szef biura posiadał w stosunku do podwładnego sobie personelu biura uprawnienia dowódcy okręgu korpusu. Biuro zostało powołane w celu koordynowania i ujednolicenia zarządzeń personalnych ministra spraw wojskowych dotyczących wojska lądowego, marynarki wojennej, duchowieństwa wojskowego oraz funkcjonariuszy cywilnych zatrudnionych w instytucjach wojskowych.

## Organizacja biura w 1927
Organizacja biura w grudniu 1927:
- szef biura oraz jego zastępca,
- wydział ogólny,
- wydział wyższych dowództw,
- wydział ewidencyjny,
- samodzielny referat szeregowych zawodowych i szeregowych nadterminowych,
- samodzielny referat funkcjonariuszy cywilnych.

Skład osobowy biura obejmował jednego generała, 27 oficerów sztabowych broni, 9 oficerów administracyjnych, 10 podoficerów zawodowych i naterminowych oraz 28 urzędników cywilnych i 5 niższych funkcjonariuszy cywilnych. Szeregowi – ordynansi osobiści oficerów sztabowych oraz szeregowi ordynansi do koni w liczbie trzech byli przydzielani z batalionu sztabowego MSWojsk.

## Struktura i obsada personalna biura
Szefowie biura
- gen. bryg. Michał Tokarzewski-Karaszewicz (17 II 1927 – 21 III 1929, równocześnie przewodniczący OTO)
- ppłk piech. Aleksander Prystor (p.o. do 25 IV 1929)
- płk dypl. piech. Bohdan Hulewicz (25 IV 1929 – 20 VI 1933)
- płk piech. Ignacy Misiąg (20 VI 1933 – II 1938)
- płk piech. Marian Chilewski (II 1938 – 1939)

Zastępcy szefa biura
- ppłk dypl. piech. Zygmunt Jerzy Kuczyński (30 IV 1927)
- mjr / ppłk piech. Kazimierz Kominkowski (IV 1929[4] – 30 IV 1934 → rezerwa[5])
- ppłk piech. Jan II Mazurkiewicz (1939)

| Obsada personalna i struktura Biura w marcu 1939                       | Obsada personalna i struktura Biura w marcu 1939 | Obsada personalna i struktura Biura w marcu 1939 |
| Stanowisko                                                             | Stopień, imię i nazwisko                         | Uwagi                                            |
| ---------------------------------------------------------------------- | ------------------------------------------------ | ------------------------------------------------ |
| szef biura                                                             | płk piech. Marian Chilewski                      | †27 XI 1939 Băile Herculane                      |
| zastępca szefa Biura ds. rezerw                                        | ppłk piech. Jan II Mazurkiewicz                  |                                                  |
| sekretarz szefa biura                                                  | kpt. int. Władysław Burzyński                    | niemiecka niewola                                |
| Wydział I Ogólno-Organizacyjny                                         |                                                  |                                                  |
| szef Wydziału                                                          | ppłk piech. Stanisław Kordziński                 | †21 XII 1940                                     |
| zastępca szefa                                                         | mjr piech. Józef Groszek                         | niemiecka niewola                                |
| kierownik referatu 1 organizacyjnego                                   | mjr piech. Józef Antoni Skórnicki                | †1940 Charków                                    |
| kierownik referatu 2 spraw prawnych i honorowych                       | mjr aud. Zygmunt Hilary Staniszewski             | †1940 Katyń                                      |
| kierownik referatu 3 odznaczeń i redakcji „Dziennika Personalnego”     | kpt. adm. (piech.) Stanisław Sowa                | †1940 Charków                                    |
| kierownik referatu 4 podoficerów zawodowych i nadterminowych           | kpt. adm. (piech.) Jan Komarnicki                | †1940 Katyń                                      |
| referent                                                               | kpt. adm. (piech.) Stanisław Myczkowski          |                                                  |
| Wydział II Oficerów Służby Stałej                                      |                                                  |                                                  |
| szef                                                                   | ppłk adm. (piech.) Franciszek Lewcio             | †1940 Charków                                    |
| zastępca szefa                                                         | mjr kaw. Stanisław Jan Wołoszyn-Broczyński       | †1940 Charków                                    |
| kierownik referatu 1 piechoty                                          | mjr piech. Józef II Komenda                      | †1940 Charków                                    |
| referent                                                               | kpt. adm. (piech.) Wacław Sliżewicz              |                                                  |
| kierownik referatu 2 kawalerii i taborów                               | mjr adm. (art.) Władysław Ekiert                 |                                                  |
| kierownik referatu 3 artylerii                                         | mjr art. Zygmunt Józefkowicz                     | PSZ w Wielkiej Brytanii                          |
| referent                                                               | kpt. art. Jan Skupiński                          | †1943 Francja                                    |
| kierownik referatu 4 broni pancernych i saperów                        | kpt. br. panc. Julian Ciszewski                  |                                                  |
| kierownik referatu 5 łączności i żandarmerii                           | kpt. adm. (piech.) Wacław Plackowski             |                                                  |
| kierownik referatu 6 uzbrojenia, audytorów i geografów                 | mjr uzbr. Bronisław Wawrzyniec Pater             |                                                  |
| kierownik referatu 7 administracji, intendentury i Korpusu Kontrolerów | kpt. adm. (int.) Wiktor Pieniący-Pieniążek       |                                                  |
| kierownik referatu 8 zdrowia i weterynarii                             | kpt. lek. dr Włodzimierz Eugeniusz Krementowski  | †1940 Charków                                    |
| referent                                                               | kpt. san. Alojzy Merchut                         |                                                  |
| kierownik referatu 9 ewidencyjnego                                     | mjr adm. (art.) Franciszek Obstarczyk            |                                                  |
| referent                                                               | kpt. adm. (piech.) Teodor Marian Żelazowski      | PSZ w Wielkiej Brytanii                          |
| Wydział III Rezerw                                                     |                                                  |                                                  |
| szef                                                                   | mjr adm. (piech.) Tadeusz Piotr Bronikowski      |                                                  |
| zastępca szefa                                                         | mjr adm. (piech.) Stanisław Wielkopolan          |                                                  |
| kierownik referatu 1 piechoty                                          | mjr adm. (piech.) Marian Krygiel                 |                                                  |
| referent                                                               | kpt. adm. (piech.) Stanisław Wyszyński           | †1940 Charków                                    |
| kierownik referatu 2 kawalerii i taborów                               | mjr kaw. Leon Panczakiewicz                      | †1940 Charków                                    |
| kierownik referatu 3 artylerii                                         | mjr adm. (art.) Wiktor Rudolf Kaleta             |                                                  |
| kierownik referatu 4 broni pancernych i saperów                        | kpt. adm. (sap.) Jan Fuhrman                     | †1940 Charków                                    |
| kierownik referatu 5 łączności i żandarmerii                           | kpt. żand. Ryszard Sikorski                      | †1940 Charków                                    |
| kierownik referatu 6 uzbrojenia, audytorów i geografów                 | kpt. uzbr. Edward Duszkiewicz                    |                                                  |
| kierownik referatu 7 intendentury i Korpusu Kontrolerów                | kpt. int. Edward Federowicz                      |                                                  |
| kierownik referatu 8 zdrowia i weterynarii                             | mjr lek. dr Wacław Jaros                         |                                                  |
| kierownik referatu 9 ogólnego                                          | kpt. int. Edward Bieliński                       |                                                  |
| Wydział IV Obsad Sztabów i Wyższych Dowództw                           |                                                  |                                                  |
| szef                                                                   | mjr piech. Jan Nałęcz-Koniuszewski               |                                                  |
| kierownik referatu 1 obsad pokojowych                                  | mjr adm. (art.) Stanisław I Konasiewicz          | internowany na Węgrzech                          |
| referent                                                               | kpt. adm. (piech.) Józef Hola                    |                                                  |
| kierownik referatu 2 obsad wojennych                                   | mjr adm. (piech.) Ferdynand Mazaraki             | †1940 Charków                                    |
| referent                                                               | kpt. adm. (piech.) Józef I Kowalówka             |                                                  |